# André Brassard
Pour les articles homonymes, voir Brassard (homonymie).
André Brassard, né à Montréal le 28 août 1946 et mort le 11 octobre 2022 dans la même ville, est acteur, metteur en scène, directeur artistique et réalisateur québécois.
De 1968 à 2003, il a créé la majorité des pièces de Michel Tremblay. Avec près de 160 mises en scènes, dont plusieurs créations, en plus de 40 ans, il est considéré comme l'un des plus grands metteurs en scène québécois,.

## Biographie
Grâce à sa mère institutrice, André Brassard découvre le théâtre dès son enfance. Il commence par suivre les cours de diction d'Yvonne Duckett (surnommée Madame Audet) et rencontre ainsi de futurs grands comédiens québécois.  C'est aussi pendant cette période qu'il fait la rencontre d'un écrivain débutant nommé Michel Tremblay.
Par la suite, André Brassard est engagé comme acteur dans une compagnie nouvellement fondée, Les Saltimbanques. C'est là qu'il signe son premier spectacle en tant que metteur en scène, en 1965 : Messe Noire, un collage de contes fantastiques d'auteurs reconnus du genre (Edgar Poe, Lovecraft, Jean Ray), dans lesquels il intercale aussi quelques textes de Michel Tremblay.
En 1966, à l’âge de vingt ans, il signe ses premières mises en scène importantes avec Les Troyennes d'Euripide et Les bonnes de Jean Genet, qui sera un de ses auteurs fétiches. En 1968, il se joint à Rodrig Mathieu (Les Saltimbanques) et à Jean-Pierre Saulnier (Les Apprentis-Sorciers) et participe à la fondation du Centre de Théâtre d'Aujourd'hui. La même année, il assure la mise en scène des Belles-Sœurs de Michel Tremblay au Théâtre du Rideau vert à Montréal. 
La création des Belles-Sœurs est un moment charnière dans l'histoire du théâtre québécois. La pièce connaît un succès instantané tout en suscitant une réelle controverse en raison de son utilisation sur scène d'un langage populaire qu'on appelait alors le « joual ». Du jour au lendemain, André Brassard et Tremblay deviennent les porte-étendards de la création dramaturgique québécoise. Alors qu'il n'est âgé que de vingt-deux ans, le metteur en scène est sollicité de toutes parts. 
Deux ans après, il inaugure la scène du Centre national des Arts d'Ottawa avec son ami Tremblay dans une adaptation de Lysistrata d'Aristophane.  Il connaît un échec relatif avec Le marquis qui perdit de Réjean Ducharme, mais remporte de beaux succès avec les créations des pièces de Tremblay comme À toi, pour toujours, ta Marie-Lou en 1971 ou Hosanna en 1973.  Mais Brassard ne se limite pas à la création et aborde aussi les œuvres de répertoire (La Fausse Suivante de Marivaux, Andromaque de Racine) et même le vaudeville (Le Dindon de Feydeau).
De plus, attiré par le cinéma, André Brassard porte à l'écran trois scénarios de Michel Tremblay.  Le premier, Françoise Durocher, waitress, est un  court-métrage d'une vingtaine de minutes qu'il réalise en 1972.  Le second, Il était une fois dans l'Est, amalgame l'action des pièces Hosanna et Les Belles-Sœurs.  Le film est présenté en compétition au Festival de Cannes en 1974.  Le dernier, Le soleil se lève en retard,  est un scénario original.  Le film sort en 1977. 
Il est directeur artistique du Théâtre français du Centre national des Arts d'Ottawa (de 1983 à 1989), tout en poursuivant son travail de metteur en scène. Parmi ses mises en scène notables de cette époque, on peut nommer une production controversée de Britannicus en 1982; la création de La Contre-nature de Chrysippe Tanguay, écologiste, une des premières pièces de Michel Marc Bouchard, en 1983; une reprise des Belles-Sœurs en 1984; la création de deux œuvres importantes de Michel Tremblay, Albertine en cinq temps en 1985 et Le vrai monde? en 1987.  En 1986, il dirige la création d'une autre œuvre qui connaît un grand retentissement, Les Feluettes de Michel Marc Bouchard.  Il monte également une ambitieuse production des Paravents de Jean Genet.  Plutôt mal reçu à Ottawa, ce spectacle élaboré est accueilli de manière nettement plus chaleureuse à Montréal.
En 1990, après avoir quitté la direction du Centre national, Brassard monte Nelligan, un drame musical consacré au poète Émile Nelligan.  Le livret est de Michel Tremblay et la musique d'André Gagnon.  Première création de l'Opéra de Montréal, l'œuvre est plutôt bien accueillie.  En 1992, pour le Théâtre du Nouveau Monde, Brassard prépare En attendant Godot, de Beckett qu'il avait déjà abordé une première fois en 1971 à la Nouvelle Compagnie théâtrale.  La critique sera particulièrement élogieuse et Brassard connaîtra avec ce spectacle un des plus gros succès de sa carrière.  
André Brassard connaît un autre grand succès en 1998 avec la création d'Encore une fois, si vous permettez, une pièce largement autobiographique de Tremblay. Pour l'occasion, Brassard se contente pas de faire la mise en scène, mais joue également l'un des deux personnages en compagnie de Rita Lafontaine.
Entre 1991 et 2000, il assure également la direction artistique de la section française de l’École nationale de théâtre du Canada établie à Montréal. 
« […] C’est sa parenté profonde avec le monde de Michel Tremblay qui a fait d’André Brassard l’un des metteurs en scène les plus estimés et respectés du Québec. La première bombe du tandem Tremblay-Brassard éclate au Théâtre du Rideau Vert en 1968 avec Les Belles-Sœurs. Ce coup d’envoi est véritablement un coup de maître : la dramaturgie québécoise, après Gélinas et Dubé, vient de prendre un envol qui révolutionnera toute la société. Par la suite, c’est à André Brassard que Michel Tremblay confiera la création, à une exception près, de toutes ses pièces. »
— Compagnie Jean Duceppe
.
Après une interruption imputable à un accident vasculaire cérébral subi en 1999, André Brassard renoue avec le théâtre en 2001  Il dirige de nouvelles pièces de Tremblay, comme L'État des lieux en 2002 ou Le Passé antérieur en 2003.  À l'hiver 2006, il  doit diriger une nouvelle œuvre de Tremblay, Bonbons assortis, mais un conflit survient entre les deux hommes.  Brassard se voit retirer la mise en scène de la pièce, ce qui met un terme, qui s'avérera définitif, à une collaboration qui aura duré plus de trente ans.
André Brassard poursuit en montant Oh les beaux jours de Samuel Beckett avec, dans le rôle-titre de Winnie, Andrée Lachapelle à l'Espace Go de Montréal. 
Un an plus tard, toujours à l'Espace Go, il signe ce qui sera sa dernière mise en scène : Une truite pour Ernestine Shuswap, du dramaturge cree Tomson Highway.
En mars 2010, il lance sa biographie écrite par Guillaume Corbeil.  Dans son livre, André Brassard aborde franchement son homosexualité, sa consommation de drogues, ses périodes de dépression.
En 2018, le réalisateur Claude Fournier consacre au metteur en scène un documentaire d'une durée de 71 minutes intitulé Notre été avec André, constitué d'entretiens menés avec celui-ci, à son domicile, à l'été 2018.
André Brassard décède le 11 octobre 2022 des suites de la maladie à Montréal.

## Mise en scène
- 1965 : Messe noire, collage fantastique, Théâtre des Saltimbanques, Montréal.
- 1966 : Les Troyennes d'Euripide, Théâtre des Saltimbanques, Montréal.
- 1966 : Les Bonnes de Jean Genet, Festival d'art dramatique.
- 1966 : Cinq de Michel Tremblay (création 16 décembre 1966), par le Mouvement Contemporain, au Patriote, Montréal
- 1968 : Les Belles-Sœurs de Michel Tremblay (création 28 août 1968), Théâtre du Rideau Vert, Montréal.
- 1968 : Escurial et l'École des bouffons de Michel de Ghelderode, Centre du Théâtre d'Aujourd'hui, Montréal.
- 1969 : En pièces détachées de Michel Tremblay (version finale de Cinq, création 22 avril 1969), Théâtre de Quat'Sous, Montréal.
- 1969 : Double jeu de Françoise Loranger, à la Comédie-Canadienne, Montréal.
- 1969 : Lysistrata d'Aristophane, adaptation de Michel Tremblay, Centre national des arts, Ottawa.
- 1970 : L'effet des rayons gamma sur les vieux-garçons de Paul Zindel, Théâtre de Quat'Sous, Montréal.
- 1970 : Demain matin, Montréal m'attend (création 4 août 1970), comédie musicale, livret de Michel Tremblay, musique de François Dompierre, Jardin des Étoiles à Terre des Hommes, Montréal.
- 1970 : La Duchesse de Langeais de Michel Tremblay et Bien à moi marquise de Marie Savard (création le 18 septembre 1970), Théâtre de Quat'Sous, Montréal.
- 1970 : Le marquis qui perdit de Réjean Ducharme (création 17 janvier 1970), Théâtre du Nouveau Monde, Montréal.
- 1970 : En attendant Godot de Samuel Beckett, Nouvelle Compagnie Théâtrale, Montréal.
- 1971 : The Maids de Jean Genet (version anglaise des Bonnes), Centaur Theatre, Montréal.
- 1971 : Et Mademoiselle Roberge boit un peu de Paul Zindel, Théâtre de Quat'Sous, Montréal.
- 1971 : À toi, pour toujours, ta Marie-Lou de Michel Tremblay (création 29 avril 1971), Théâtre de Quat'Sous, Montréal.
- 1971 : Black Comedy de Peter Schaffer, Théâtre de Quat'Sous, Montréal.
- 1972 : Orpheus, opéra de Gabriel Charpentier, Third Stage Festival, Toronto.
- 1972 : Le Locataire de Joe Orton, Théâtre de Quat'Sous, Montréal.
- 1972 : Le Pays du dragon de Tennessee Williams, Théâtre de Quat'Sous, Montréal.
- 1973 : Mistero Buffo de Dario Fo, Théâtre du Nouveau Monde, Montréal.
- 1973 : Hosanna de Michel Tremblay (création 10 mai 1973), Théâtre de Quat'Sous, Montréal.
- 1973 : Les Belles-Sœurs de Michel Tremblay (en traduction anglaise), St.Laurence Centre, Toronto.
- 1973 : En pièces détachées de Michel Tremblay (en traduction anglaise), Warehouse Manitoba Theatre Centre, Winnipeg.
- 1973 : La nuit des rois de William Shakespeare, Théâtre du Trident, Québec.
- 1973 : Quatre à quatre de Michel Garneau, Théâtre de Quat'Sous, Montréal.
- 1974 : Bonjour, là, bonjour de Michel Tremblay (création 22 août 1974), par la Compagnie des Deux Chaises, Montréal, au Centre national des Arts, Ottawa.
- 1974 : Andromaque de Jean Racine, Théâtre de Quat'Sous, Montréal.
- 1974 : La Fausse Suivante de Marivaux, Centre national des Arts, Ottawa.
- 1975 : La Gloire des filles à Magloire d'André Ricard, Théâtre du Trident, Québec.
- 1976 : Sainte Carmen de la Main de Michel Tremblay (création 20 juillet 1976), Compagnie Jean Duceppe, Montréal.
- 1977 : Damnée Manon, sacrée Sandra de Michel Tremblay (création 24 février 1977), Théâtre de Quat'Sous, Montréal.
- 1977 : Bonjour, là, bonjour de Michel Tremblay (en traduction anglaise), Centre Saidye Bronfman, Montréal.
- 1977 : Le Balcon de Jean Genet, Théâtre du Nouveau Monde, Montréal.
- 1978 : Votre fille peuplesse par inadvertance, de Victor-Lévy Beaulieu, Théâtre d'Aujourd'hui, Montréal
- 1978 : Le Dindon de Georges Feydeau, Théâtre du Nouveau Monde, Montréal et Centre national des Arts, Ottawa.
- 1978 : Un simple soldat de Marcel Dubé, Centre national des Arts, Ottawa.
- 1978 : Sainte Carmen de la Main de Michel Tremblay, Théâtre du Nouveau Monde, Montréal.
- 1979 : À toi, pour toujours, ta Marie-Lou de Michel Tremblay, production de la Compagnie des Deux Chaises, tournée européenne.
- 1979 : En pièces détachées de Michel Tremblay (en traduction anglaise), Centre Saidye Bronfman, Montréal.
- 1979 : La Tête de M. Ferron ou les Chians de Victor-Lévy Beaulieu (création 1er mars 1979), Théâtre d'Aujourd'hui, Montréal.
- 1980 : Bonjour, là, bonjour de Michel Tremblay, Théâtre du Nouveau Monde, Montréal.
- 1980 : L'Impromptu d'Outremont de Michel Tremblay (création 11 avril 1980), Théâtre du Nouveau Monde, Montréal et Centre national des Arts, Ottawa.
- 1981 : Les Anciennes Odeurs de Michel Tremblay (création 4 novembre 1981), Théâtre de Quat'Sous, Montréal.
- 1981 : L'Impromptu d'Outremont de Michel Tremblay (en traduction anglaise), Centre Saidye Bronfman, Montréal.
- 1981 : Damnée Manon, sacrée Sandra de Michel Tremblay, Café-Théâtre Les Fleurs du Mal, Montréal.
- 1981 : Les Petipain adaptation d'une pièce de Reiner Lücker (création 21 mars 1981), Théâtre de la Marmaille, Montréal.
- 1982 : Britannicus de Jean Racine, Nouvelle Compagnie Théâtrale, Montréal et Centre national des Arts, Ottawa.
- 1982 : Périclès de William Shakespeare, Centre national des Arts, Ottawa.
- 1982 : Les Paravents de Jean Genet, Théâtre du Nouveau Monde, Montréal.
- 1983 : Oncle Vania d'Anton Tchekhov, Théâtre du Nouveau Monde, Montréal et Centre national des Arts, Ottawa.
- 1983 : Les difficultés d'élocution de Benjamin Franklin de Steve J. Pears, Centre national des Arts, Ottawa.
- 1983 : La Contre-Nature de Chrysippe Tanguay, écologiste, de Michel Marc Bouchard (création 3 novembre 1983), Théâtre d'Aujourd'hui, Montréal.
- 1984 : Albertine en cinq temps de Michel Tremblay (création 12 octobre 1984), Centre national des Arts, Ottawa et Théâtre du Rideau Vert, Montréal.
- 1984 : Les Belles-Sœurs de Michel Tremblay, Nouvelle Compagnie Théâtrale, Montréal, Centre national des Arts, Ottawa et Théâtre du Bois de Coulonge, Québec.
- 1984 : L'Opéra de Quat'Sous de Bertolt Brecht, Centre national des Arts, Ottawa.
- 1985 : L'Année de la grosse tempête d'André Ricard, Centre national des Arts, Ottawa.
- 1985 : Albertine en cinq temps de Michel Tremblay, Théâtre populaire du Québec, Montréal.
- 1985 : Les Bonnes de Jean Genet, Centre national des Arts, Ottawa.
- 1985 : Albertine en cinq temps de Michel Tremblay (en traduction anglaise), Lincoln Theatre - University of Harford, Connecticut.
- 1986 : Le Ruban de Georges Feydeau, Théâtre du Rideau Vert, Montréal et Centre national des Arts, Ottawa.
- 1986 : Bonjour, là, bonjour de Michel Tremblay, Centre national des Arts, Ottawa.
- 1986 : Albertine in Five Times de Michel Tremblay, Centre national des Arts, Ottawa.
- 1986 : Les Feluettes ou la Répétition d'un drame romantique de Michel Marc Bouchard (création 10 septembre 1987), Théâtre Petit à Petit, Montréal et Théâtre français du Centre national des Arts, Ottawa.
- 1987 : Le Vrai Monde? de Michel Tremblay (création 2 avril 1987),Théâtre du Rideau Vert, Montréal et Centre national des Arts, Ottawa.
- 1987 : Les Paravents de Jean Genet, Théâtre du Nouveau Monde, Montréal et Centre national des Arts, Ottawa.
- 1988 : Les Muses orphelines de Michel Marc Bouchard (création 7 septembre 1988), Théâtre d'Aujourd'hui, Montréal et Atelier du Centre national des Arts, Ottawa.
- 1988 : Albertine, en cinq temps de Michel Tremblay, Studio des Champs-Elysées à Paris.
- 1989 : La Charge de l'orignal épormyable de Claude Gauvreau, Théâtre de Quat'Sous, Montréal.
- 1989 : Richard III de William Shakespeare, Théâtre du Rideau Vert, Montréal et Centre national des Arts, Ottawa.
- 1989 : Les Feluettes ou la Répétition d'un drame romantique de Michel Marc Bouchard, Théâtre du Nouveau Monde, Montréal et Centre national des Arts, Ottawa.
- 1989 : Les Dernières Fougères de Michel D'Astous, Théâtre du Rideau Vert, Montréal et Centre national des Arts, Ottawa.
- 1989 : Les Sorcières de Salem d'Arthur Miller, Compagnie Jean Duceppe, Montréal et Centre national des Arts, Ottawa.
- 1990 : La Charge de l'orignal épormyable de Claude Gauvreau, Théâtre du Nouveau Monde, Montréal.
- 1990 : L'Illusion comique de Pierre Corneille, Nouvelle Compagnie Théâtrale, Montréal.
- 1990 : La Maison suspendue de Michel Tremblay (création 12 septembre 1990), Compagnie Jean Duceppe, Montréal.
- 1990 : Nelligan, opéra romantique de Michel Tremblay et André Gagnon (création 24 février 1990), Opéra de Montréal.
- 1990 : Bousille et les justes de Gratien Gélinas, Compagnie Jean Duceppe, Montréal et Centre national des Arts, Ottawa.
- 1991 : La Trilogie des Brassard (À toi, pour toujours, ta Marie-Lou, Sainte-Carmen de la Main et Damnée Manon, Sacrée Sandra) de Michel Tremblay, Théâtre d'Aujourd'hui, Montréal.
- 1991 : Des restes humains non identifiés de Brad Fraser, Théâtre de Quat'Sous, Montréal.
- 1991 : Les Reines de Normand Chaurette (création 10 janvier 1991), Théâtre d'Aujourd'hui, Montréal.
- 1992 : Six personnages en quête d'auteur de Luigi Pirandello, Théâtre du Nouveau Monde, Montréal.
- 1992 : Marcel poursuivi par les chiens de Michel Tremblay (création 4 juin 1992), Compagnie des Deux Chaises, Montréal et Théâtre du Nouveau Monde, Montréal.
- 1992 : Iphigénie de Jean Racine, Nouvelle Compagnie Théâtrale, Montréal.
- 1992 : Conte d'hiver 70 d'Anne Legault, Théâtre d'Aujourd'hui, Montréal et Théâtre populaire du Québec, Montréal.
- 1992 : En attendant Godot de Samuel Beckett, Théâtre du Nouveau Monde, Montréal.
- 1993 : Les Mémoires d'un fantôme de Dominic Champagne, École nationale de théâtre du Canada, spectacle inaugural du Monument-National rénové.
- 1993 : Le Temps des lilas de Marcel Dubé, Théâtre du Rideau Vert, Montréal.
- 1994 : La Mouette d'Anton Tchekhov, Théâtre du Rideau Vert, Montréal.
- 1995 : Le Sea Horse d'Edward J. Moore, Compagnie Jean Duceppe, Montréal.
- 1996 : Messe solennelle pour une pleine lune d'été de Michel Tremblay (création 14 février 1996), Compagnie Jean Duceppe, Montréal.
- 1996 : Jusqu'au Colorado de Jérôme Labbé, Théâtre d'Aujourd'hui, Montréal.
- 1997 : Les Émigrés de Sławomir Mrożek, Compagnie Jean Duceppe, Montréal.
- 1997 : Bonjour, là, bonjour de Michel Tremblay, Compagnie Jean Duceppe, Montréal.
- 1997 : Contes urbains, collectif, Urbi et Orbi, Théâtre La Licorne, Montréal.
- 1997 : Cinq filles avec la même robe d'Alan Ball, Palace de Granby
- 1998 : Encore une fois, si vous permettez de Michel Tremblay (création 6 août 1998), Théâtre du Rideau Vert, Montréal.
- 1998 : Une visite inopportune de Copi, Espace Go, Montréal.
- 1999 : Les Mains d'Edwige au moment de la naissance de Wajdi Mouawad, Théâtre d'Aujourd'hui, Montréal.
- 1999 : Autodafé d'Olivier Choinière, Théâtre du Grand Jour, Montréal, Théâtre La Chapelle, Montréal.
- 2001 : Elle de Jean Genet, Théâtre de l'Utopie, Montréal, Théâtre Prospero, Montréal.
- 2001 : La Double Inconstance de Marivaux, Théâtre du Trident, Québec.
- 2002 : L'État des lieux de Michel Tremblay (création 23 avril 2002), Théâtre du Nouveau Monde, Montréal.
- 2003 : Le Passé antérieur de Michel Tremblay (création 19 février 2003), Compagnie Jean-Duceppe, Montréal.
- 2003 : L'Impératif présent de Michel Tremblay (création 13 octobre 2003), Théâtre de Quat'Sous, Montréal.
- 2008 : Oh les beaux jours de Samuel Beckett, Espace Go, Montréal.
- 2009 : Une truite pour Ernestine Shuswap, de Tomson Highway[11], traduction et mise en scène, Espace Go, Montréal[12].

## Filmographie

### Comme acteur
- 1992 : La Sarrasine (en) : curé Phaneuf
- 1993 : Cap Tourmente : Jos
- 1997 : Paparazzi : Lucien Dallaire
- 1998 : 2 secondes : Gasket
- 2001 : Du pic au cœur : Oscar

### Comme réalisateur
- 1972 : Françoise Durocher, waitress
- 1974 : Il était une fois dans l'Est
- 1977 : Le soleil se lève en retard
- 1979-1980 : Frédéric (série télévisée)

### Comme scénariste
- 1972 : Françoise Durocher, waitress
- 1974 : Il était une fois dans l'Est
- 1977 : Le soleil se lève en retard

### Comme monteur
- 1972 : Françoise Durocher, waitress

## Récompenses
- 1985 : Prix de la meilleure production, remis par l'Association des critiques de théâtre à l’équipe d’Albertine, en cinq temps, pièce de Michel Tremblay, mise en scène par André Brassard, Théâtre français du Centre national des Arts et du Théâtre du Rideau Vert[13].
- 1987 : Prix Victor-Morin, décerné par la Société Saint-Jean-Baptiste de Montréal à une personnalité qui s'illustre dans le domaine des arts de la scène[14].
- 1989 : Prix Gascon-Roux, pour la mise en scène de Les Feluettes, de Michel Marc Bouchard.
- 1992 : Prix Gascon-Roux, pour la mise en scène de En attendant Godot de Samuel Beckett[15].
- 1999 : Mention du jury du « Prix théâtre 1998-1999 » du journal Le Droit pour Encore une fois, si vous permettez de Michel Tremblay[16].
- 2000 : Prix Denise-Pelletier, la plus haute distinction accordée par le gouvernement du Québec dans le domaine des arts d’interprétation.
- 2004 : Soirée des Masques, « Prix Hommage » pour l’ensemble de son œuvre.
- 2007 : Prix Hommage Quebecor.
- 2021 : Compagnon de l'Ordre des arts et des lettres du Québec[17].